# Contre-la-montre masculin de cyclisme sur route aux Jeux olympiques d'été de 2020
Navigation
Rio 2016 Paris 2024
La contre-la-montre masculin de cyclisme sur route, épreuve de cyclisme des Jeux olympiques d'été de 2020, a lieu le 28 juillet 2021 à Tokyo sur 44,2 kilomètres. Le départ et l'arrivée sont situés sur le Fuji Speedway.

## Présentation

### Parcours

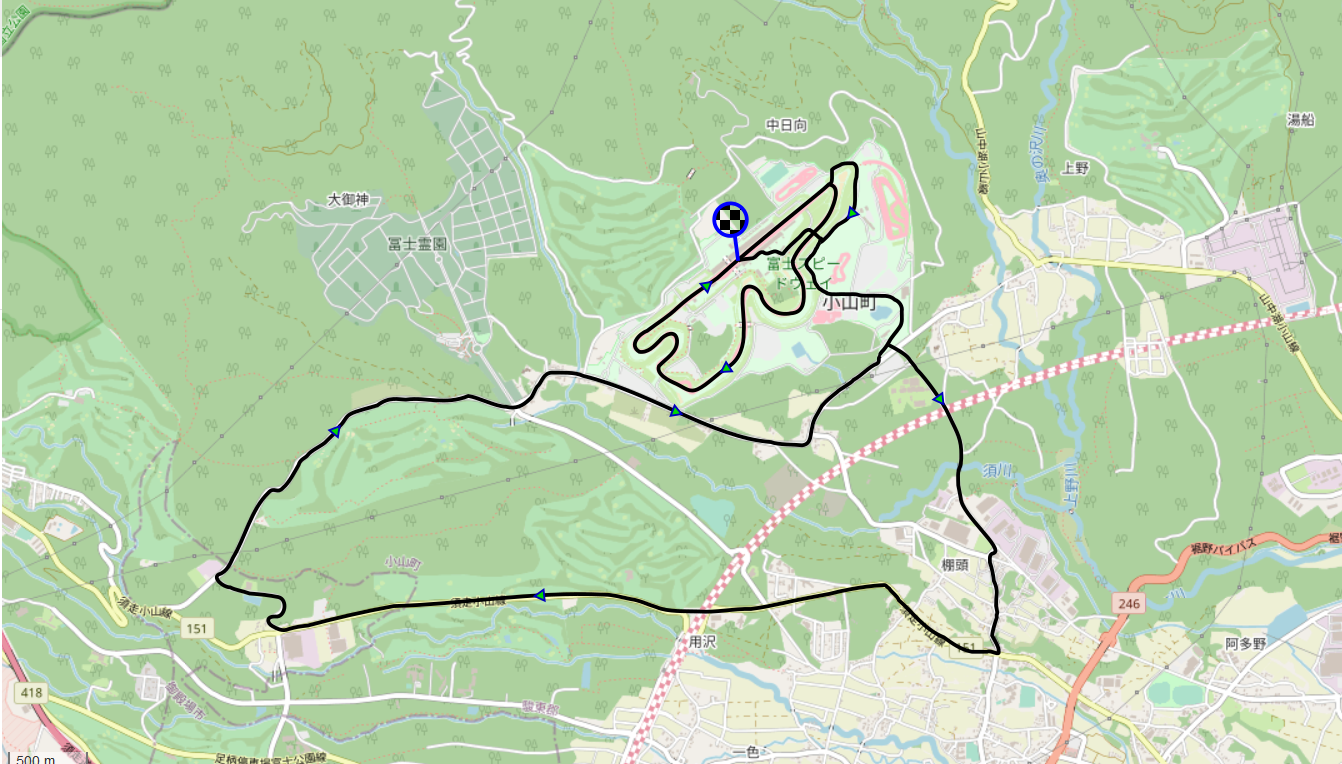
Parcours

Les cyclistes partent à intervalles réguliers. Les épreuves de contre-la-montre sont tracées sur un circuit de 22,1 km qui commence sur le Fuji Speedway, emprunte une boucle autour des routes voisines, puis revient au Speedway. Les hommes effectuent ce circuit à deux reprises (44,2 km au total). Le dénivelé positif est d'environ 846 mètres.

### Qualification
Un Comité National Olympique (CNO) peut qualifier un maximum de 2 cyclistes pour le contre-la-montre. Tous les quotas sont attribués au CNO, qui peut sélectionner les cyclistes qu'il souhaite. 
Les 30 premiers quotas sont attribués par le biais des classements mondiaux, avec une limite d'une  place par CNO ainsi attribuée et une exigence que chaque continent ait au moins 2 places. 10 autres places sont attribuées lors du championnat du monde 2019, toujours avec une limite d'une place supplémentaire par CNO. Une place supplémentaire a été ajoutée pour Ahmad Wais, membre de l'équipe olympique des réfugiés.
La qualification étant terminée le 22 octobre 2019, elle n'a pas été affectée par la pandémie de COVID-19.
| Équipes nationales (31)- Italie - Belgique - Suisse - France - Australie - Grande-Bretagne - Slovénie - Danemark - Portugal - Pays-Bas - États-Unis - Nouvelle-Zélande - Norvège - Allemagne - Comité olympique russe - Pologne - Espagne - Kazakhstan - Colombie - Autriche - Lettonie - Slovaquie - Tchéquie - Irlande - Estonie - Canada - Afrique du Sud - Érythrée - Algérie - Iran - Réfugiés |
| |

### Favoris
En l'absence du tenant du titre, le Suisse Fabian Cancellara retiré du peloton, plusieurs favoris sont cités dans les médias.
Le grand favori est le Belge Wout van Aert. Il a comme principaux concurrents son compatriote Remco Evenepoel, l'Italien Filippo Ganna (champion du monde de la spécialité), le Slovène Primož Roglič, ainsi que l'Australien Rohan Dennis.
Les autres coureurs cités sont le Français Rémi Cavagna, le Portugais João Almeida, le Suisse Stefan Küng, le Néerlandais Tom Dumoulin, le Danois Kasper Asgreen, le Norvégien Tobias Foss, l'Allemand Maximilian Schachmann, l'Américain Brandon McNulty et le Kazakh Alexey Lutsenko.

## Résultat
| Rang | Coureur                | Pays                          | Temps         |
| ---- | ---------------------- | ----------------------------- | ------------- |
| 1    | Primož Roglič          | Slovénie                      | 55 min 4 s    |
| 2    | Tom Dumoulin           | Pays-Bas                      | + 1 min 1 s   |
| 3    | Rohan Dennis           | Australie                     | + 1 min 4 s   |
| 4    | Stefan Küng            | Suisse                        | + 1 min 4 s   |
| 5    | Filippo Ganna          | Italie                        | + 1 min 6 s   |
| 6    | Wout van Aert          | Belgique                      | + 1 min 41 s  |
| 7    | Kasper Asgreen         | Danemark                      | + 1 min 48 s  |
| 8    | Rigoberto Urán         | Colombie                      | + 2 min 15 s  |
| 9    | Remco Evenepoel        | Belgique                      | + 2 min 17 s  |
| 10   | Patrick Bevin          | Nouvelle-Zélande              | + 2 min 20 s  |
| 11   | Alberto Bettiol        | Italie                        | + 2 min 34 s  |
| 12   | Geraint Thomas         | Grande-Bretagne               | + 2 min 42 s  |
| 13   | Hugo Houle             | Canada                        | + 2 min 52 s  |
| 14   | Stefan de Bod          | Afrique du Sud                | + 2 min 53 s  |
| 15   | Maximilian Schachmann  | Allemagne                     | + 3 min 30 s  |
| 16   | João Almeida           | Portugal                      | + 3 min 30 s  |
| 17   | Rémi Cavagna           | France                        | + 3 min 35 s  |
| 18   | Maciej Bodnar          | Pologne                       | + 3 min 43 s  |
| 19   | Nikias Arndt           | Allemagne                     | + 3 min 45 s  |
| 20   | Aleksandr Vlasov       | ROC                           | + 3 min 51 s  |
| 21   | Nélson Oliveira        | Portugal                      | + 3 min 55 s  |
| 22   | Tanel Kangert          | Estonie                       | + 4 min 1 s   |
| 23   | Tobias Foss            | Norvège                       | + 4 min 47 s  |
| 24   | Brandon McNulty        | États-Unis                    | + 4 min 54 s  |
| 25   | George Bennett         | Nouvelle-Zélande              | + 5 min 24 s  |
| 26   | Michael Kukrle         | Tchéquie                      | + 5 min 37 s  |
| 27   | Richie Porte           | Australie                     | + 5 min 49 s  |
| 28   | Nicolas Roche          | Irlande                       | + 6 min 19 s  |
| 29   | Tao Geoghegan Hart     | Grande-Bretagne               | + 6 min 41 s  |
| 30   | Toms Skujiņš           | Lettonie                      | + 7 min 1 s   |
| 31   | Patrick Konrad         | Autriche                      | + 7 min 1 s   |
| 32   | Alexey Lutsenko        | Kazakhstan                    | + 7 min 17 s  |
| 33   | Amanuel Gebrezgabihier | Érythrée                      | + 8 min 19 s  |
| 34   | Lawson Craddock        | États-Unis                    | + 8 min 49 s  |
| 35   | Saeid Safarzadeh       | Iran                          | + 10 min 10 s |
| 36   | Azzedine Lagab         | Algérie                       | + 10 min 17 s |
| 37   | Lukáš Kubiš            | Slovaquie                     | + 11 min 21 s |
| 38   | Ahmad Badreddin Wais   | Équipe olympique des réfugiés | + 13 min 36 s |
| -    | Ion Izagirre           | Espagne                       | Abd           |